# Amiga Computing
Amiga Computing a fost o revistă lunară de informatică publicată de Europress⁠(d) și IDG atât în Marea Britanie, cât și în SUA. Au apărut în total 117 numere. Secțiunea de jocuri s-a numit Gamer, deși mai târziu Amiga Action a fost încorporată în revistă și a devenit secțiunea de jocuri.

## Istorie
Primele 80 de numere ale revistei au fost publicate de Europress, cunoscut sub numele de Database Publications din iunie 1988 până în martie 1990, Interactive Publishing din aprilie 1990 până în mai 1991 și în sfârșit ca Europress Publications din iunie 1991 până în decembrie 1994. A fost apoi vândută către IDG și publicată de aceștia începând cu Crăciunul din 1994 și până la numărul final 117, din octombrie 1997.